# ベイパーチャンバー
ベイパーチャンバー（英: vapor chamber）とは、熱伝導性を上げる技術・仕組みの一つ。
その原理は、ヒートシンクのベースを中空構造にし、その中に揮発しやすい液体を封入する。すると、熱源からの熱でその液体が気化した蒸気（vaper）がその空間（chamber）内を移動し、ヒートシンク側に到達すると熱が放出されて液体に戻る。この繰り返しで、普通のヒートシンクよりも熱抵抗値が下がる。ヒートパイプと大まかな原理は同じものである。ヒートパイプよりも小型化が可能な反面、コストが高いと言われている。

## 応用

### 電子機器の冷却
パソコンのGPUやスマートフォン等のデバイスの冷却に使用される。特に、小型化、薄型化が求められる部分に使用される。Itanium 2やGeForce GTX 580等に採用されている（メーカーオリジナル仕様であるなら様々なGPUで採用されている）。